# Кравченко Сергій Сергійович
Сергій Сергійович Кра́вченко (* 24 квітня 1983, Донецьк) — колишній український футболіст, гравець збірної України. Син футболіста Сергія Кравченка, що виступав за донецький «Шахтар» у чемпіонатах СРСР.

## Життєпис

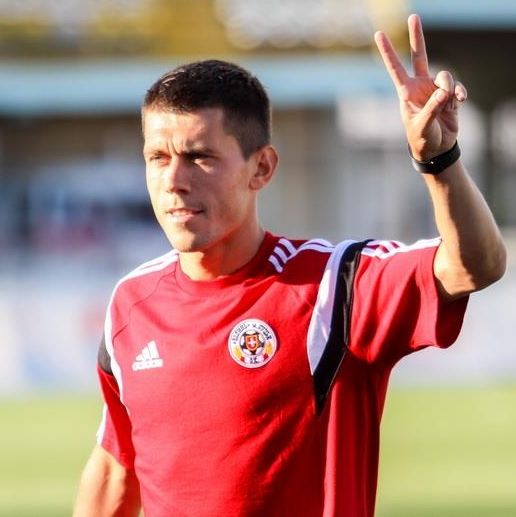
Сергій Кравченко під час виступів за «Волинь». 18 липня 2015 року

Вихованець СДЮШОР «Шахтаря» та «Олімпіка» (Донецьк). 2001 року грав в аматорському чемпіонаті України за «Моноліт» (Костянтинівка), з яким зайняв друге місце.
У дорослому футболі розпочав виступи, граючи за «Шахтар-2» та «Шахтар-3» у Першій і Другій лізі відповідно (2002—2004), після чого перебрався в азербайджанський «Карабах».
На початку 2006 року повернувся на батьківщину і став гравцем «Ворскли». У вищій лізі чемпіонату України дебютував 5 березня 2006 року в матчі проти «Чорноморця» (1:2). З сезону 2006/07 став основним гравцем команди і її лідером.
На початку 2009 року став гравцем київського «Динамо», проте в столчній команді закріпитись так і не зумів і вже 24 грудня того ж року разом з одноклубником Віталієм Мандзюком перейшов у «Дніпро». Деталі трансферу не повідомлялись.
У липні 2015 року Сергій Кравченко перейшов на правах оренди до складу луцької «Волині».
Сезони 2017—2020 грав у складі «Дніпро-1». Був капітаном команди.
На початку лютого 2021 року Кравченко приєднався до одеського «Чорноморця», в якому грав до завершення кар’єри гравця у віці 39 років, на початку 2023 року.

### Збірна
Гравець національної збірної України (10 матчів). Свій перший і єдиний гол за збірну забив у ворота збірної Польщі 20 серпня 2008 року на львівському стадіоні «Україна», який і приніс господарям мінімальну перемогу 1:0.
В кінці травня 2013 року Кравченко був востаннє викликаний в збірну Михайлом Фоменком на товариський матч проти збірної Камеруну 2 червня і зустріч в рамках кваліфікації на чемпіонат світу 2014 року проти Чорногорії 7 червня. Саме в другому з цих матчів, який українці виграли 4:0 Кравченко і вийшов на поле востаннє у футболці збірної, замінивши на 66 хвилині Дениса Гармаша.

## Досягнення
- Чемпіон України (1): 2008/09
- Володар Суперкубка України (1): 2009
- Фіналіст Ліги Європи УЄФА: 2014/15